# وادي ذرب
وادي ذرب أو وادي ذربن من أودية تهامة بلقرن وهو أحد أفرع وادي نعمة وبجواره شعب الأثرارة وهما من روافد وادي يبة الشرقية، وعليهما عدد من البيوت المتناثرة لقبيلة عمارة من بلقرن.